# Шатне (Приморская Шаранта)
Шатне́ (фр. Chatenet) — коммуна во Франции, находится в регионе Пуату — Шаранта. Департамент коммуны — Шаранта Приморская. Входит в состав кантона Монльё-ла-Гард. Округ коммуны — Жонзак.
Код INSEE коммуны — 17095.

## Население
Население коммуны на 2010 год составляло 233 человека.
| 1962 | 1968 | 1975 | 1982 | 1990 | 1999 | 2010 |
| ---- | ---- | ---- | ---- | ---- | ---- | ---- |
| 268  | 275  | 215  | 210  | 195  | 188  | 233  |